# Heteroscymnoides marleyi
Heteroscymnoides marleyi är en hajart som beskrevs av Fowler 1934. Heteroscymnoides marleyi ingår i släktet Heteroscymnoides och familjen Dalatiidae. IUCN kategoriserar arten globalt som livskraftig. Inga underarter finns listade i Catalogue of Life.